# Jennifer S. Page
Jennifer S. Page () ea una botánica, curadora, y taxónoma estadounidense.
Es autora en la identificación y nombramiento de nuevas especies para la ciencia, a abril de 2016, posee un registro de especies nuevas para la ciencia, especialmente de la familia Cucurbitaceae, y con énfasis del género Peponiun, publicándolos habitualmente en Kew Bull., y en Phytotaxa (véase más abajo el vínculo a IPNI).
- La abreviatura «J.S.Page» se emplea para indicar a Jennifer S. Page como autoridad en la descripción y clasificación científica de los vegetales.[3]